# 魔鬼生化人
《魔鬼生化人》（英語：Cyborg X）是一部2016年美國科幻動作恐怖片，由K. King執導、監製和編劇，伊芙·茂若與丹尼·崔喬主演。美國於2016年的未知日期首映過，並於2017年1月3日發行DVD。

## 劇情
故事敘述地球遭到由病毒控制的X-Corp機器接管，大部分的人們都已死亡，而使得一群倖存者必須與機器、生化人戰鬥，以拯救人類的未來。

## 演員
- 伊芙·茂若（英语：Eve Mauro） 飾 Lt. Spears
- 丹尼·崔喬 飾 Captain Machine Gun
- Rocky Myers 飾 Jack Kilmore
- Adam Johnson 飾 Colonel Shaw
- Alan Bagh 飾 John
- Angie Papanikolas 飾 Lt. Lopez

## 外部連結
- 互联网电影数据库（IMDb）上《魔鬼生化人》的资料（英文）